# Trockenätzen
Unter dem Begriff Trockenätzen fasst man in der Halbleitertechnologie und in der Mikrosystemtechnik eine Gruppe von subtraktiven (abtragenden) Mikrostrukturverfahren zusammen, die nicht auf nasschemischen Reaktionen (wie nasschemisches Ätzen, chemisch-mechanisches Polieren) basieren. Der Materialabtrag (z. B. von Siliciumdioxid auf Silizium-Wafern) erfolgt dabei entweder durch beschleunigte Teilchen (z. B. Argonionen) oder mithilfe plasmaaktivierter Gase. Es werden also je nach Verfahren chemische sowie physikalische Effekte ausgenutzt.

## Einteilung
Die Trockenätz-Verfahren lassen sich in drei Gruppen einordnen. Zum einen die physikalischen Trockenätzverfahren, sie basieren auf dem Materialabtrag durch Beschuss mit Teilchen, zum anderen chemische Trockenätzverfahren, sie basieren auf einer chemischen Reaktion eines meist plasmaaktiverten Gases. Die dritte Gruppe, die physikalisch-chemischen Trockenätzverfahren, fasst Prozesse zusammen, die beide Wirkmechanismen nutzen, und ist so in der Lage, die Nachteile der ersten beiden Gruppen zu minimieren.

## Physikalische Trockenätzverfahren
Bei den physikalischen Trockenätzverfahren wird die Oberfläche des Substrates durch den Beschuss von Ionen, Elektronen oder auch Photonen geätzt. Der Beschuss führt zum Zerstäuben des Substratmaterials; die ablaufenden Prozesse sind dabei ähnlich denen bei der Kathodenzerstäubung (Sputtern), das meist nicht zu den Trockenätzverfahren gezählt wird. Die Verfahren werden je nach eingesetzten Teilchen benannt. Die bekanntesten und meist eingesetzten sind: Elektronenstrahlverfahren (engl. electron beam) oder die Laserzerstäubung (engl. laser vaporization). Beide finden unter anderem in der Fotolithografie Anwendung (siehe auch Elektronenstrahlverdampfen und Laserstrahlverdampfen).
Die Ätzung erfolgt allgemein in Hochvakuumkammern, um Wechselwirkungen des Teilchenstrahls mit den Restgasatomen zu verhindern (Streuung usw.). Für strukturierte Proben existieren sowohl Verfahren auf Basis einer Bündelung des Teilchenstrahls, die sehr gezielt ätzen, als auch großflächige Ätzverfahren mit Verwendung einer oberflächlich aufgebrachten Maske (vgl. Fotolithografie), die nicht zu ätzende Bereiche vor dem Teilchenbeschuss schützt.
Betrachtet man Ionenätzverfahren, zeigen sich einige wichtige Nachteile der rein physikalischen Trockenätzverfahren. Sie haben meist eine relativ niedrige Ätzrate, die zudem nur eine geringe Materialselektivität aufweist. Durch das damit verbundene Ätzen der Maske ergeben sich Abrundungen an den Kanten. Des Weiteren sind für das Ätzen hohe Energien notwendig, so dass die Ionen auch tiefer in das Material eindringen. Es wird daher nicht nur oberflächlich geätzt, sondern auch tieferliegende Schichten werden beschädigt. Ein weiterer Nachteil sind parasitäre Abscheidungen (engl. redeposition) der geätzten Teilchen auf dem Substrat und der Maske bzw. den Maskenkanten.

## Chemische Trockenätzverfahren
Bei den chemischen Trockenätzverfahren (engl. chemical dry etching, CDE) wird eine chemische Reaktion zwischen den neutral Teilchen/Molekülen (meist aber Radikalen) und der Oberfläche des Substrates ausgenutzt. Voraussetzung dafür ist, dass das Reaktionsprodukt genau wie die verwendeten Edukte gasförmig und flüchtig ist, beispielsweise Siliciumtetrafluorid (SiF4) beim Siliciumätzen. Setzt man eine gleichmäßige Zufuhr mit dem Ätzgas voraus, sind diese Verfahren isotrop und je nach verwendeten Materialien zum Teil hoch materialselektiv (ähnlich wie beim nasschemischen Ätzen). Die Reaktionen werden im Allgemeinen in zuvor evakuierten Reaktorkammern durchgeführt. Für den Prozess wird dann das Reaktionsgas in die Kammer eingeleitet, der Prozessdruck beträgt ungefähr 100 Pa.
Der Ätzprozess selbst verläuft im Prinzip wie folgt. Die neutralen Atome oder Moleküle werden durch ein Plasma in die Reaktionskammer geleitet und strömen über das Substrat (z. B. Silicium-Wafer). Dort reagieren sie mit den an der Oberfläche befindlichen Atomen. Es bilden sich flüchtige, gasförmige Reaktionsprodukte, die über eine Vakuumpumpe abgesaugt werden.
Eine Anwendung war früher die Entfernung von Photoresist durch ein Sauerstoffplasma.

## Physikalisch-chemische Trockenätzverfahren

Vergleich der Siliciumdioxid-Ätzprozesse zwischen nasschemischen Ätzen und reaktiven Ionenätzen (RIE)

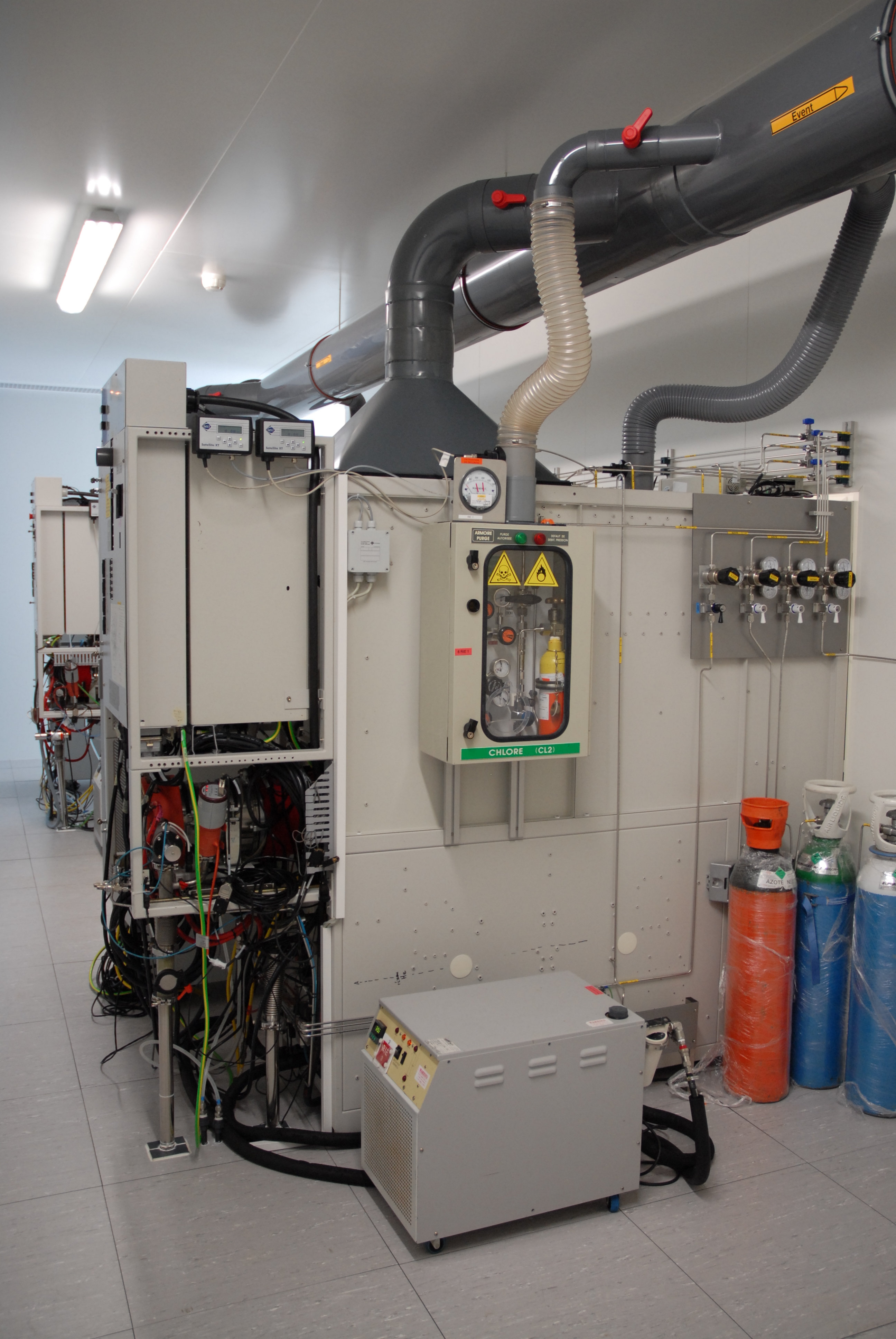
RIE-Anlage

Die physikalisch-chemischen Trockenätzverfahren (engl. physical-chemical dry etching) sind Kombinationen aus physikalischen und chemischen Trockenätzverfahren. Sie haben große Bedeutung bei der Herstellung von modernen integrierten Schaltungen und mikromechanischen Systemen, da mit ihnen sehr feine und auch tiefe Strukturen hergestellt werden können. Für den Ätzprozess ist es wiederum wichtig, dass gasförmige, flüchtige Reaktionsprodukte entstehen.
Die Edukte werden meist über ein Plasma aktiviert oder radikalisiert und anschließend für die Reaktion auf das Substrat geleitet. Dies kann sowohl über Konvektion oder aber durch elektrostatische Beschleunigung der Ionen über ein anliegendes elektrisches Feld erfolgen. Aufgrund der vielfältigen Möglichkeiten der Plasmaerzeugung und der Teilchenbeschleunigung hat sich eine Vielzahl von zum Teil sehr ähnlichen Verfahren gebildet. Die wichtigsten sind derzeit (2008) das reaktive Ionenätzen (engl. reactive ion etching, RIE), dessen Weiterentwicklung zum reaktiven Ionentiefenätzen (engl. deep reactive ion etching, DRIE), das reaktive Ionenstrahlätzen (engl. reactive ion beam etching) sowie das HDP-Ätzen (von engl. high-density plasma etching).